# Jan Sobociński
Jan Sobocinski (Łódź, 20 marzo 1999) è un calciatore polacco, difensore del PAS Giannina.

## Caratteristiche tecniche
È un difensore centrale.

## Carriera

### Club
Cresce nelle giovanili dell'ŁKS, squadra della sua città. Dopo un anno in prestito al Gryf Wejherowo, in II liga (terzo livello del calcio polacco), torna ai biancorossi, dove da protagonista ottiene la promozione in Ekstraklasa, realizzando anche due reti. 
Considerato dagli addetti ai lavori uno dei maggiori talenti polacchi, la prima stagione in massima serie non si rivela una delle migliori, e lo vede retrocedere dopo appena un anno di permanenza. Confermato in I liga, si alterna fra l'undici iniziale e la panchina, prima di firmare, il 16 febbraio 2021 con il neonato club di MLS, lo Charlotte FC; tuttavia, resterà all'ŁKS sino alla fine del 2021, per poi aggregarsi alla nuova squadra da gennaio 2022.

### Nazionale
Con la nazionale Under-20 polacca ha preso parte al campionato mondiale di calcio Under-20 2019.